# موسى بن إيليا باشيازي
كان موسى بن إيليا باشيازي (مواليد 1537 وتوفي 1555) باحثًا قرائيًا وابن حفيد إليجاه باشيازي. ولد موسى في القسطنطينية وفي سن 16 عامًا أظهر درجة رائعة من التعلم والمعرفة العميقة باللغات الأجنبية. لقد تعهد لمجرد حب المعرفة برحلة إلى أرض إسرائيل وسوريا لاستكشاف هذه البلدان وجمع المخطوطات القديمة. ومع أنه توفي في سن مبكرة، لكنه ألف العديد من الأعمال، أربعة منها موجودة في مخطوطة: 
1. «سفر يهودا» أو «سفر آرايوت»، على الزيجات المحظورة. يعدد في هذا العمل المؤلفين السابقين الذين كتبوا عن نفس الموضوع مثل يوسف بن إبراهيم، ويشوع بن يهوذا، وآرون بن إيليا.
2. «زيباخ بيش» (عيد الفصح)، ألفه بمناسبة الاحتفال بأيام المهرجان، حيث استشهد بالعديد من المقاطع من النسخ العربية الأصلية لتعليق يشوع بن يهوذا على التوراة، ومن تعليق يعقوب قرقساني، ومن أعمال يشوع بن يهودا الأخرى، ومن «سفر ها ميزفوت» لدانيال الكوميسي.
3. «ماته إلوهيم» (عصا موسى)، الذي يحتوي على تاريخ من الانقسام القرائي الرباني؛ وهو سلسلة تقليد قرائي، يدعي المؤلف أنه تلقاها من يافث بن صغير؛ تفسير التوراة، خاصة المبادئ التي يتم ترتيبها بالأرقام وفقًا للوصايا العشر.
4. «سفر روبين» (كتاب روبين)، حول العقائد ومقالات العقيدة.